# Алберерија (Падова)
Алберерија (итал. Albereria) је насеље у Италији у округу Падова, региону Венето.
Према процени из 2011. у насељу је живело 109 становника. Насеље се налази на надморској висини од 48 м.